# Musée d'art urbain augmenté
 (mai 2025).
La mise en forme du texte ne suit pas les recommandations de Wikipédia : il faut le « wikifier ».
Les points d'amélioration suivants sont les cas les plus fréquents. Le détail des points à revoir est peut-être précisé sur la page de discussion.
- Les titres sont pré-formatés par le logiciel. Ils ne sont ni en capitales, ni en gras.
- Le texte ne doit pas être écrit en capitales (les noms de famille non plus), ni en gras, ni en italique, ni en « petit »…
- Le gras n'est utilisé que pour surligner le titre de l'article dans l'introduction, une seule fois.
- L'italique est rarement utilisé : mots en langue étrangère, titres d'œuvres, noms de bateaux, etc.
- Les citations ne sont pas en italique mais en corps de texte normal. Elles sont entourées par des guillemets français : « et ».
- Les listes à puces sont à éviter, des paragraphes rédigés étant largement préférés. Les tableaux sont à réserver à la présentation de données structurées (résultats, etc.).
- Les appels de note de bas de page (petits chiffres en exposant, introduits par l'outil «  Source ») sont à placer entre la fin de phrase et le point final[comme ça].
- Les liens internes (vers d'autres articles de Wikipédia) sont à choisir avec parcimonie. Créez des liens vers des articles approfondissant le sujet. Les termes génériques sans rapport avec le sujet sont à éviter, ainsi que les répétitions de liens vers un même terme.
- Les liens externes sont à placer uniquement dans une section « Liens externes », à la fin de l'article. Ces liens sont à choisir avec parcimonie suivant les règles définies. Si un lien sert de source à l'article, son insertion dans le texte est à faire par les notes de bas de page.
- La présentation des références doit suivre les conventions bibliographiques. Il est recommandé d'utiliser les modèles {{Ouvrage}}, {{Chapitre}}, {{Article}}, {{Lien web}} et/ou {{Bibliographie}}. Le mode d'édition visuel peut mettre en forme automatiquement les références.
- Insérer une infobox (cadre d'informations à droite) n'est pas obligatoire pour parachever la mise en page.

Pour une aide détaillée, merci de consulter Aide:Wikification.
Si vous pensez que ces points ont été résolus, vous pouvez retirer ce bandeau et améliorer la mise en forme d'un autre article.
 (mai 2025).
MAUA – Museo di Arte Urbana Aumentata est un projet atistique et technologique lancé en 2016 en Italie, qui propose un modèle muséal diffus fondé sur la connexion entre street art, réalité augmentée e pratiques participatives. Grâce à des dispositifs amovibles, il permet de visualiser des contenus numériques associés à des fresques murales présentes dans différents contextes urbains.
Le projet s'est développé dans plusieurs villes italiennes ainsi qu’à l’international, principalement dans des zones périphériques, sous la forme d'une collection permanente d'œuvres en réalité augmentée dans l'espace public,.

## Origine et développement
Le projet a été lancé en 2016 avec l'initiative Palermo Città Aumentata, qui a ensuite été incorporée au MAUA en tant que première édition. L'initiative prévoyait l'intégration de contenus numériques en réalité augmentée dans des peintures murales présentes dans certains quartiers de la ville de Palerme.
Au cours des années suivantes, le modèle a été appliqué à d’autres contextes urbains, notamment à Milan, Turin e Brescia, ainsi que dans le cadre d'une édition internationale à Waterford, en Irlande.
Chaque édition a impliqué des artistes numériques, des étudiants et des acteurs locaux pour la production des contenus numériques en réalité augmentée, ainsi que pour la définition et la conservation des parcours d'exposition.

## Structure et méthodologie
MAUA adopte un modèle muséal diffus, basé sur l'interaction entre l'art urbain, l'art numérique et la participation active des communautés locales. Le processus se déroule en plusieurs phases distinctes : cartographie urbaine, sélection des murales, production de contenus numériques en réalité augmentée et définition d'itinéraires thématiques,,.
Lors de la sélection des œuvres les habitants, les écoles et les associations locales sont impliqués. Les artistes numériques créent des contenus en réalité augmentée inspirés des murales existantes et du contexte urbain. Les itinéraires sont conçus en collaboration avec les communautés, selon des critères narratifs ou géographiques,,,.

## Technologies et utilisation
Les œuvres en réalité augmentée sont associées à des fresques murales géolocalisées, activables via l'application gratuite Bepart, disponible pour appareils mobiles. Elles peuvent être consultées sur place, en cadrant les fresques murales avec un smartphone, ou à distance, grâce à des reproductions numériques,.

## Villes et itinéraires
MAUA a été réalisé dans cinq villes, à travers des itinéraires urbains basés sur des œuvres de street art augmenté:
- Palerme (2016): 20 œuvres dans les quartiers historiques[20].
- Milan (2017): 50 œuvres dans les quartiers Giambellino, Adriano, Corvetto, Niguarda et QT8[21].
- Turin (2019): 46 œuvres réparties en quatre itinéraires thématiques[22],[23].
- Waterford, Irlande (2021): 8 œuvres réparties le long d'un parcours narratif[24].
- Brescia (2023): 28 œuvres réparties en trois itinéraires[25].

## Récompenses
- 2017 – Digital Award – MEET the Media Guru, pour l’utilisation des langages et des formats numériques dans l’art urbain[26];
- 2019 – Prix du Tourisme Durable, décerné par la Chambre de Commerce de Milan pour son impact sur le territoire[27],[28];
- 2019 – Prix de l’Innovation Culturelle de la Fondation Cariplo, pour le modèle participatif[29];
- 2021 – Sélection dans le programme Brightening Air de l'Arts Council of Ireland, pour l'édition de Waterford[30];

## Critique
La transformation du street art en contenu muséal a suscité quelques réflexions critiques. Des chercheurs tels qu'Antongiulio Vergine ont souligné le risque que l'institutionnalisation et la médiation technologique réduisent sa dimension éphémère, spontanée et parfois antagoniste.  Selon des analyses critiques, dont celle du conservateur Simone Azzoni, cette approche élargit le potentiel expressif du street art, car il en fait un vecteur d'histoires locales, de mémoires collectives et de contenus visuels à plusieurs niveaux. Ce processus contribue à donner une continuité à un langage artistique traditionnellement éphémère, en redéfinissant ses modes de consommation et de transmission,.
Des recherches dans les domaines muséologique et pédagogique identifient MAUA comme un exemple de musée centré sur le public, orienté vers la participation active de ce dernier. L'utilisation de la réalité augmentée est considérée comme un outil pour promouvoir les processus éducatifs, l'inclusion culturelle et la citoyenneté active,,.
MAUA a été décrit comme un dispositif culturel hybride, dans lequel l'art, la technologie et les pratiques participatives s'entremêlent pour générer de nouvelles significations partagées. La structure diffuse et adaptable du projet permet d'explorer des formes alternatives de narration urbaine, basées sur l'interaction entre les personnes, les œuvres et les contextes territoriaux,.
L'approche adoptée propose une relecture du concept traditionnel de musée, orientée vers l'expérimentation de modes de fréquentation accessibles et décentralisés dans l'espace public,,.